# Lista över ishockeyligor
Detta är en lista över ishockeyligor i världen.

## Asien

### Flernationsligor
- Asia League Ice Hockey - Japan, Kina, Ryssland och Sydkorea
- Kontinental Hockey League (KHL) -  Kazakstan, Kina, Ryssland och Belarus

### Japan
- Asia League Ice Hockey - tillsammans med flera andra länder i nordöstra Asien.
- Japan Ice Hockey League

### Kazakstan
Herrar
- Kontinental Hockey League - med Ryssland och flera andra länder i Europa och Asien.
- Vyssjaja Chokkejnaja Liga - tillsammans med bl.a. Ryssland
- Kazakiska mästerskapen i ishockey[1]
- Molodjozjnaja Chokkejnaja Liga - juniorliga tillsammans med bl.a. Ryssland.

Damer
- Kazakiska mästerskapen i ishockey[2]

### Kina
- Asia League Ice Hockey - tillsammans med flera andra länder i nordöstra Asien.
- Kontinental Hockey League - tillsammans med Ryssland och flera andra länder.
- China Ice Hockey League[3]

## Europa

### Flernationsligor
Herrar
- Alpenliga – (1991–1999), Italien, Slovenien och Österrike.
- Alps Hockey League – Italien, Slovenien och Österrike
- Beneliga – Belgien och Nederländerna[4]
- Champions Hockey League – (2008/2009) (nerlagd)
- Champions Hockey League – Internationella Ishockeyförbundet
- Eastern European Hockey League – (1995–2004) (Lettland, Litauen, Polen, Ryssland, Ukraina och Vitryssland).
- Erste Liga (tidigare MOL Liga) – Rumänien, Slovakien och Ungern.
- Erste Bank Eishockey Liga (EBEL) – Italien, Kroatien, Tjeckien, Ungern och Österrike
- European University Hockey League[5]
- Interliga – (1999–2007), Kroatien, Polen, Serbien, Slovenien, Ungern och Österrike.
- Inter-National League – (2012–2016), Italien, Slovenien och Österrike.
- Kontinental Hockey League (KHL) – Kazakstan, Kina, Ryssland och Belarus
- Panonska Liga – (2002–2004, 2007–2009), Kroatien, Rumänien, Serbien och Ungern.
- Slohokej Liga – (2009–2012), Slovenien, Kroatien och Serbien

Damer
- Elite Women's Hockey League – Internationella Ishockeyförbundet

### Armenien
- Armeniska nationella mästerskapen[6]

### Belgien
- Beneliga – även Nederländerna[4]
- Division 1[7]
- Division 2[7]
- Division 3[7]

### Bosnien
- Bosanskohercegovacka hokej liga[8]

### Bulgarien
- Nationella mästerskapen i ishockey[9]

### Danmark
Herrar
- Superisligaen (tidigare Metal Ligaen)
- 1. division
- 2. division[10]

Damer
- Danmarksmesterskabet i ishockey for kvindelige klubhold[11][12]

### Estland
- Nordic Power Hokiliiga (tidigare Meistriliiga)[13]

### Finland
Herrar
- FM-ligan (Liiga)
- Mestis
- Finlandsserien (Suomi-sarja) [14]
- II divisioona[15]
- III divisioona[16]

Damer
- Naisten Liiga[17]

### Frankrike
Herrar
- Ligue Magnus
- Division 2[18]
- Division 3[19]

Damer;
- Franska mästerskapen i ishockey för kvinnor[20]

### Grekland
- Grekiska mästerskapen i ishockey[21]

### Italien
- Alpligan – 1991–1999, Italien, Slovenien och Österrike.
- Alps Hockey League – med Slovenien och Österrike
- Erste Bank Eishockey Liga (EBEL) – med flera länder i regionen.
- Serie A

### Jugoslavien
- Jugoslovenska Hokejaška Liga

### Kroatien
- Erste Bank Eishockey Liga (EBEL) – med flera andra länder i regionen.

### Lettland
Herrar
- 1.Līga [22]
- Latvijas Virslīgas hokeja čempionāts[23]

Damer
- Latvijas Čempionāts Sievietēm[24]

### Litauen
- Litauiska mästerskapen[25]

### Nederländerna
Herrar
- Beneliga – även Belgien[4]
- Eredivisie (nerlagd)
- Eerste Divisie[26]
- Tweede Divisie[27]
- Derde Divisie[28]
- Vierde Divisie[29]
- Vijfde Divisie[30]

Damer
- Stand Vrouwen Competitie[31]

### Norge
Herrar
- Fjordkraftligaen
- 1. divisjon
- 2. divisjon[32]
- 3. divisjon[33]
- 4. divisjon[34]

Damer
- Eliteserien i ishockey för kvinnor[35]
- 1. divisjon i ishockey för kvinnor[36]

### Polen
Herrar
- Polska Hokej Liga
- I Liga[37]
- II Liga[38]

Damer
- Polska Liga Hokeja Kobiet[39]

### Rumänien
- Erste Liga – med Ungern och Slovakien.
- Liga Națională de hochei
- Panonska Liga – (2002–2004, 2007–2009), med Kroatien, Serbien och Ungern.

### Ryssland
Herrar
- Kontinental Hockey League – med deltagande lag från flera andra länder
- Vyssjaja Chokkejnaja Liga – med deltagande lag från andra länder
- Asia League Ice Hockey – med flera länder från norra Asien.
- Ryska superligan i ishockey (nerlagd)
- Internationella hockeyligan (nerlagd)
- Molodjozjnaja Chokkejnaja Liga
- Nationalnoj Molodjozjnoj Chokkejnoj Ligi[40]

Damer
- Zjenskaja Hokkejnaja Liga[41]

### Schweiz
Herrar
- National League (tidigare Nationalliga A)[42]
- Swiss League (tidigare Nationalliga B)[42]

Damer
- Swiss Women Hockey League[43]

### Serbien
- Serbiska mästerskapen (Prvenstvo Srbije)[44]
- Interliga – (1999–2007) (flera länder)
- Panonska Liga – (2002–2004, 2007–2009) med Kroatien, Rumänien och Ungern.
- Slohokej Liga – (2009–2012) med Slovenien och Kroatien

### Storbritannien
- British Hockey League
- Elite Ice Hockey League
- Ice Hockey Superleague
- National Ice Hockey League[45]
- Scottish National League[46]

### Slovakien
Herrar
- Extraliga
- 1. hokejová liga SR [47]
- 2. Liga seniorov[48]

Damer
- Extraliga žien[49]

### Slovenien
- Alpenliga – 1991–1999, med Italien och Österrike.
- Alps Hockey League – med Italien och Österrike
- Interliga – 1999–2007, med Kroatien, Polen, Serbien, Ungern och Österrike.
- Inter-National League – (2012–2016), Italien och Österrike.
- Slohokej Liga – 2009–2012, Kroatien och Serbien

### Sovjetunionen
- Sovjetiska mästerskapsserien i ishockey

### Spanien
Herrar
- Liga Nacional Hockey Hielo Senior[50]

Damer
- Hockey Hielo Femenino[51]

### Sverige
Herrar
- Svenska Hockeyligan (tidigare Elitserien)
- Hockeyallsvenskan
  - Kval till Svenska Hockeyligan
- Hockeyettan
- Hockeytvåan
- Hockeytrean
- Hockeyfyran
- Division 5

Damer
- Svenska damhockeyligan
- Nationella Damhockeyligan
- Damtvåan

Juniorer
- J20 Nationell
- J20 Region
- J18 Allsvenskan
- J18 Elit

Historiska
- Division I – högsta serien 1944–1975
- Division I – näst högsta serien 1975–1999
- Division II – näst högsta serien 1941–1975
- Division II – tredje högsta serien 1975–1999
- Division III – tredje högsta serien 1948–1975[52]
- Division 6
- Elitserien – högsta serien 1928–1935
- Klass I – högsta serien 1923–1927
- Klass I – näst högsta serien 1927–1941
- Klass II – näst högsta serien 1923-1927
- Klass II – tredje högsta serien 1927–1944[52]
- Klass III – tredje högsta serien 1923-1927[52]
- Svenska serien – högsta serien 1935–1944

### Tjeckien
- Extraliga, se även tjeckoslovakiska extraliga
- WSM Liga[53]
- 2. liga[54]

### Tyskland
Herrar
- Deutsche Eishockey Liga
- Eishockey-Bundesliga
- DEL2
- 2. Eishockey-Bundesliga
- Eishockey-Oberliga
- Eishockey-Bayernliga[55]
- DDR-Eishockey-Oberliga
- Eishockey-Bundesliga

Damer
- Frauen-Bundesliga[56]

### Ukraina
- Ukrainska Hockeyligan[57]
- Ukrainska mästerskapet i ishockey
- Internationella hockeyligan – (1992–1997) med flera andra länder.
- Eastern European Hockey League – (1995–2004) med flera andra länder.
- Profesionalna chokejna liha – (2011–2013)
- Vyssjaja chokkejnaja liga – med Ryssland och flera andra länder.

### Ungern
Herrar
- Erste Bank Eishockey Liga (EBEL) – tillsammans med flera andra länder i regionen.
- OB I bajnokság
- OB II bajnokság[58]
- OB III bajnokság[59]

Damer
- DEBL[60]
- OB I bajnokság[61]
- OB II bajnokság[62]

### Belarus
- Extraliga[63]
- Vyssjaja liga [64]

### Österrike
Herrar
- Sky Alps Hockey League – (även Italien och Slovenien).[65]
- Erste Bank Juniors League[65]
- Erste Bank Eishockey Liga (EBEL) – (även: Italien, Kroatien, Tjeckien och Ungern).[65]
- Erste Bank Young Stars League[65]

Damer
- Dameneishockey Bundesliga[65]
- Dameneishockey Bundesliga 2[65]

## Nordamerika

### Major Pro
- National Hockey League

### Minor Pro
- American Hockey League
- ECHL
- Southern Professional Hockey League

### Major Junior
- Ligue de hockey junior Maritimes Québec
- Ontario Hockey League
- Western Hockey League

### Minor Junior

#### Kanada

##### Junior A
- Alberta Junior Hockey League
- British Columbia Hockey League
- Central Canada Hockey League
- Ligue de hockey junior AAA du Québec
- Manitoba Junior Hockey League
- Maritime Junior Hockey League
- Northern Ontario Junior Hockey League
- Ontario Junior Hockey League
- Saskatchewan Junior Hockey League
- Superior International Junior Hockey League

##### Junior B
- Eastern Ontario Junior Hockey League
- Greater Ontario Junior Hockey League
- Keystone Junior Hockey League
- Kootenay International Junior Hockey League
- Pacific Junior Hockey League
- Vancouver Island Junior Hockey League

##### Övriga
- Alberta Major Bantam Hockey League
- Alberta Midget Hockey League
- BC Hockey Major Midget League
- Eastern AAA Hockey League
- Ligue de hockey midget AAA du Québec

#### USA

##### Tier I
- United States Hockey League

##### Tier II
- North American Hockey League

##### Tier III
- Eastern Hockey League
- North American 3 Hockey League

##### Övriga
- Tier 1 Elite Hockey League
- United States Premier Hockey League

### Övriga
- Canadian Women's Hockey League
- Western Women's Hockey League

### Historiska
- All American Hockey League (2008–2012)
- Big-4 League (1919–1921)
- Canadian Amateur Hockey League (1899–1905)
- Canadian Hockey Association (1909–1910)
- Central Hockey League (1968–1984)
- Central Hockey League (1992–2014)
- Central Professional Hockey League (1963–1968)
- Colonial Hockey League (1991–1997)
- Eastern Canada Amateur Hockey Association (1906–1909)
- Eastern Junior Hockey League (1993–2013)
- Eastern Professional Hockey League (2007–2010)
- Eastern Professional Hockey League (2008–2009)
- EJHL South (2006–2013)
- Empire Junior Hockey League (1997–2013)
- Federal Amateur Hockey League (1904–1906)
- Golden Horseshoe Junior Hockey League (1974–2007)
- International Hockey League (1929–1936)
- International Hockey League (1945–2001)
- International Hockey League (2007–2010)
- International Professional Hockey League (1904–1907)
- Manitoba Hockey Association (1892–1906)
- Manitoba Professional Hockey League (1906–1909)
- Manitoba Hockey League (1908–1923)
- Maritime Professional Hockey League (1911–1914)
- Mid-Atlantic Hockey League (2007–2008)
- Mid-Western Junior Hockey League (1973–2007)
- National Hockey Association (1909–1917)
- National Women's Hockey League (1999–2007)
- North American Hockey League (1973–1979)
- Ontario Professional Hockey League (1907–1911, 1930–1931)
- Pacific Coast Hockey Association (1911–1924)
- Pacific Coast Hockey League (1928–1931, 1936–1941, 1945–1952)
- Saskatchewan Senior Hockey League (1938–1971)
- Timiskaming Professional Hockey League (1906–1911)
- United States Hockey League (1945–1951)
- Western Canada Hockey League (1921–1926, 1932–1933)
- Western Canada Senior Hockey League (1945–1951)
- Western Hockey League (1952–1974)
- Western Ontario Hockey League (1969–2007)
- Western Pennsylvania Hockey League (1896, 1898–1904, 1907–1909)
- World Hockey Association (1972–1979)
- World Hockey Association 2 (2003–2004)